# Torre de Cambra
A Torre de Cambra localiza-se na povoação de Cambra de Baixo, na atual freguesia de Cambra e Carvalhal de Vermilhas, município de Vouzela, distrito de Viseu, em Portugal.
Erguida em uma pequena elevação na encosta noroeste da serra do Caramulo, vizinha à confluência dos rios Alfusqueiro e Couto, é uma das torres medievais existentes no concelho.

## História
Acredita-se que esta torre medieval tenha sido erguida no final do século XIII ou no início do século XIV. Terá sido habitada até ao final do século XVI ou início do século XVII.
Na primeira metade do século XVII, foi seu senhor Diogo Gomes de Lemos, comendador da Ordem de Cristo, falecido em 1651, no Porto.
Em algum momento de sua história sofreu um incêndio.
De acordo com as Memórias Paroquiais do século XVIII, não se sabia ao certo quem a mandara edificar, embora se lhe ligasse o nome da família Lemos, da Casa da Trofa.

## Características
Torre senhorial, apresenta planta no formato quadrangular, em aparelho de granito. Internamente era dividida em três pavimentos, sendo acedida pelo piso intermediário através de uma porta em arco ogival. Este acesso era encimado por um balcão com mata-cães, com a função de defendê-lo, do qual resta a sua base.
Vizinha à antiga torre medieval, encontra-se a Capela do Divino Espírito Santo.